# Thesleff
Thesleff  är en vitt förgrenad finländsk släkt, som först nämns 1594 i Viborg, då Hans Thesleff importerade varor från Lübeck till staden. Han var köpman och rådman. Han avled i Viborg 1615.
Från hans son Påvel löper en släktlinje med en i huvudsak militär inriktning. Den anknyter starkt till Österbottens infanteriregemente och Närpes. Många i släktlinjen skrev sitt namn Theslöf.
Hans Thesleffs son Peters släktlinje inleddes med uppstigande i den högre kronoförvaltningen. Peters son landshövdingen Johan Thesleff adlades och upphöjdes 1719 till friherre Stiernstedt. Hans andre son Peter blev liksom hans efterkommande till stor del ledande borgare och köpmän i Viborg. Ur släktlinjen adlades 1812 överkvartermästaren i Finland Alexander Amatus Thesleff med bibehållet släktnamn.

## Medlemmar
- Georg Theslöf, journalist och diplomat
- Gösta Theslöf, militär
- Holger Thesleff, grecist
- Stephen Thesleff, neurofarmakolog
- Wilhelm Thesleff, militär